# Зобач, Григорий Григорьевич
Григо́рий Григо́рьевич Зо́бач (23 апреля 1922 — 9 сентября 1976) — советский разведчик времён Второй мировой войны. Бывший агент германской разведки, затем советский разведчик, активный участник операций «Монастырь», «Курьеры», «Березино». Псевдонимы — Зюбин, Злобин, Кондратьев, позывной — «Сатурн».

## Биография
Родился в 1922 году в Шлиссельбурге. Отец был расстрелян перед войной по приговору особой тройки как враг народа. В 1941 году окончил Белорусский техникум физической культуры (Высшую школу тренеров). До войны работал инструктором физкультуры в г. Борисове.
В июле 1941 года призван в Красную Армию, но в связи с быстрым наступлением немцев был взят в плен. В апреле 1942 года завербован сотрудниками абвера для шпионской работы против СССР. Окончил Катынскую разведшколу. 7 октября 1942 года был заброшен в район Калининской области с заданием на оседание и проведение разведывательной работы в Москве с документами на имя Григория Григорьевича Кондратьева, сержанта госбезопасности, оперуполномоченного особого отдела дивизии 34-й армии. Был задержан советской контрразведкой и дал согласие работать против немцев. За успешную работу освобождён из-под стражи. 12 января 1943 года «за верную службу рейху» немцы наградили Зобача крестом «За военные заслуги» 2-й степени с мечами.
Летом 1943 года Зобач, включённый в операцию бывших немецких разведчиков, передал предложения по активации работы с германской разведкой М. Б. Маклярскому, начальнику 3-го отдела 4-го управления НКВД. 

«Михаил Борисович, я Вас очень прошу, примите во внимание мой план дальнейшей работы. Я считаю, что если мы и в дальнейшем будем так работать с немцами, то мы надоедим им просьбами о запрашивании курьеров или однообразными сводками, которые им тоже надоедят… Вы мне вернули жизнь, Вы меня наградили. С какими глазами я сейчас могу смотреть на такую малорезультативную работу. У меня сейчас одно желание как можно быстрей добить гитлеровских бандитов, к тому же я сейчас имею все возможности. Они мне верят, они ничего не подозревают. Им ничего не известно, и поэтому я очень удачно выполню любое задание, которое мне поручит наше правительство, я уверен, если мне дадут задание, то я больше принесу пользы для нашей Родины за один месяц, чем за эти девять.

…Я считаю, что лучше всего, если по приходе курьера, которого они обещают, мы не сообщим им, что он пришел, а ещё связи три или четыре поштурмуем их, что они нас обманули, что к нам никто не приходит, дадим им другой адрес, чтобы они срочно выслали нам документы и все, что мы просили, так как если они действительно послали курьера и мы им об этом напишем, то в случае его провала попадется и Сергей Захарович. Поэтому мы адрес для всякого случая сменили и ждем не больше как дней десять. Они вышлют ещё, но мы им тоже не сообщим, и после этого всего я через месяц или сколько угодно времени должен перейти к ним и со всей обидой обрушиться на них за то, что нам обещали прислать документы и все, что мы просили, а не прислали, только обманули… Они мне по-прежнему все доверят, начнут меня усиленно готовить по разведке, чтобы добывали те сведения, которые им нужны, а не эти, что мы давали, дадут выбрать мне каких только захочу лучших двух разведчиков и могут дать ещё одну группу москвичей, если я соглашусь устроить их в Москве. Денег я возьму сколько захочу и что захочу, и не позже как через месяц они нас выбросят в Москву для дальнейшей работы… Михаил Борисович, я Вас и всех, от кого зависит, прошу, очень прошу, пусть мне разрешат это сделать, мне очень стыдно жить, кушать и давать эту незначительную пользу, я любитель живой работы и ценной, чтобы сделать, так сделать, а особенно у меня желание появилось после возвращения мне жизни и награды, передо мной сейчас одна задача — или грудь в орденах, или голова в кустах, а не такая, еле живая, работа, — особенно в период, когда тысячи людей, сражаясь с немецкими варварами, кладут свои головы, а я сижу, ничего не делаю и отъедаюсь. Нет, я не хочу этого. Я не желаю во время такой войны быть и жить как на курорте, дайте возможность работать и приносить больше пользы и помочь нашей доблестной Красной Армии быстрей добить этих ворвавшихся псов. Я Вас очень и очень прошу, дайте мне эти возможности».
План игры с противником был принят. Легендируемая организация в линии Зобача начала работать. По представлению НКГБ СССР за образцовое выполнение специальных заданий награждён медалью «За отвагу».
В операции «Березино» вместе с Рудольфом Абелем входил в состав легендированной немецкой части, якобы попавшей в окружение.
После войны был сослан на вольное поселение и до 1962 года проживал в г. Норильске Красноярского края. Будучи преподавателем физкультуры в Норильском металлургическом техникуме, познакомился со своей будущей женой.
В 1962 году полгода прожил с семьёй в Москве у М. Б. Маклярского, затем переехал в посёлок имени Морозова Всеволожского района Ленинградской области. Умер 9 сентября 1976 года.

## Семья
- Жена — Зоя Терентьевна Зобач (в девичестве Шестакова).
- Дочь — Людмила (1947—1965), погибла в результате несчастного случая.
- Сын — Георгий (род. 1954) — президент Европейского союза силовой атлетики и Межрегиональной организации пауэрлифтинга в Санкт-Петербурге и Ленинградской области.

## Награды
- Медаль «За отвагу»
- Медаль «За победу над Германией»
- Юбилейная медаль «Двадцать лет Победы в Великой Отечественной войне 1941—1945 гг.»
- Юбилейная медаль «Тридцать лет Победы в Великой Отечественной войне 1941—1945 гг.»
- Медаль «50 лет Вооружённых Сил СССР»
- Знак МО СССР «25 лет Победы в Великой Отечественной войне»
- Крест «За военные заслуги» 2-й степени с мечами (Германия)